# Santa Clara de Avedillo
Santa Clara de Avedillo è un comune spagnolo di 259 abitanti situato nella comunità autonoma di Castiglia e León.